# Université Merit
L'université Merit est une université privée située dans la ville nouvelle de Sohag, en Égypte.

## Facultés
L'université Merit se compose de plusieurs facultés : un collège de médecine humaine, une faculté de pharmacie, une faculté d'odontologie, une école de physiothérapie, un collège des sciences médicales appliquées, une faculté d'économie et de gestion, une faculté des arts et des sciences humaines, une faculté des sciences technologiques, une faculté des sciences infirmières, une faculté de tourisme et d'hôtellerie et une école supérieure d'architecture[réf. nécessaire].